# 545651 Lilyjames
545651 Lilyjames è un asteroide della fascia principale. Scoperto nel 2011, presenta un'orbita caratterizzata da un semiasse maggiore pari a 3,1227905 au e da un'eccentricità di 0,2819250, inclinata di 8,81552° rispetto all'eclittica.